# Гдаль Григорій Іванович
Гдаль Григорій Іванович (4 травня 1941 року, с. Човгузів — 29 квітня 2000 року, Київ) — український поет, перекладач, сценарист, тележурналіст.

## Короткий життєпис
Народився 4 травня 1941 року в селі Човгузів Теофіпольського району Хмельницької області в сім'ї учителя. Трудову діяльність розпочав на київських новобудовах, служив у Радянській Армії. Закінчив Київське музичне училище імені Р. М. Глієра, Київський театральний інститут ім. Карпенка-Карого. 
Від 1969 року працював у системі Держтелерадіо України: асистент режисера, редактор, коментатор, автор і ведучий телепрограми «Перлини душі народної» (1981– 94), організатор і головний редактор Головної редакції народної творчості Укртелерадіокомпанії, керівник Служби експертів Національної телекомпанії України (1995–99).
Працював у республіканському музеї театру, музики і кіно, на українському радіо, у видавництві «Музична Україна». З 1992 року — головний редактор Головної редакції народної творчості Укртелерадіомовної компанії, з 1995 року — керівник служби експертів Національної телерадіокомпанії України. 

## Творчий доробок
В 1981 році у видавництві «Молодь» вийшла його перша збірка віршів «Молодий вітер», в 1986-му видавництві «Радянський письменник» книга «Ясени при дорозі», а в 1997-му — збірка віршів «Полква». Окремі вірші опубліковані у колективному збірнику «Вітрила» (К., 1969), «Довіра» (К., 1976), в журналах, «Українському календарі» (1980–81, Польща). До збірок та окремих видань 1975–81 видавництва «Музична Україна» (Київ) увійшли пісні, романси на слова Григорія Гдаля, зокрема композиторів І. Шамо («Бігли коні гриваті»), В. Бібіка («Два солоспіви»), Л. Левітової («І розтануть сніги»), К. М’яскова («Весняний полон»), Я. Верещагіна («Веснянка») та ін. Автор сценаріїв та ведучий телефільмів: «Жниварські пісні Полісся», «Івана Купала на Поділлі», «Фольклор греків Приазов’я», «Голоси Карпат», «Українська пісня Кубані».